# C-реактивный белок
C-реактивный белок (СРБ, англ. C-reactive protein, CRP) — белок плазмы крови, относящийся к группе белков острой фазы, концентрация которых повышается при воспалении. Играет защитную роль, связывая бактериальный полисахарид Streptococcus pneumoniae. С-реактивный белок используется в клинической диагностике наряду с СОЭ как индикатор воспаления.

## Генетика и биохимия
Ген CRP находится на 1-й хромосоме в локусе 1q21-q23. Молекула белка состоит из 224 остатков аминокислот, имеет молекулярную массу мономера 25,106 кДа и по форме представляет собой пятичленный кольцевой диск. Белок является членом небольшого семейства пентраксинов (англ. pentraxin). В пентраксиновом семействе белков CRP относится к классу патерн-распознающих рецепторов (PRRs). Показано, что все белки семейства пентраксинов активно участвуют в острых иммунологических реакциях, но именно CRP является одним из ключевых компонентов гуморального врождённого иммунитета, обеспечивая связь между врождённой и адаптивной иммунной системами. CRP уже давно признан как врождённый опсонин, то есть белок, способный распознавать микробы и способствовать их поглощению фагоцитами. Прототипным лигандом CRP является фосфорилхолин, связывающийся с CRP кальций-зависимым образом и являющийся компонентом большинства биологических мембран клеток, а также многих бактериальных и грибковых полисахаридов.

## Физиологическая роль
CRP играет важную роль в удалении из организма биоактивных лизофосфолипидов и жирных кислот, образующихся при повреждении собственных клеточных мембран. Дело в том, что в отсутствие патологии фосфатидилхолин, являющийся основным структурным элементом всех клеточных мембран, не обнаруживается на поверхности клеток, но при повреждении клеток происходит обмен фосфолипидов между внешним и внутренним листками мембраны, в результате чего происходит обогащение внешнего листа фосфатидилсерином и фосфатидилэтаноламином, которые обычно находятся во внутреннем листе. Данное перераспределение фосфолипидов делает их более восприимчивыми к гидролизу секреторной фосфолипазой А2 и последующей генерации биоактивных лизофосфолипидов (лизолецитина) и жирных кислот, в том числе и арахидоновой кислоты, которые в дальнейшем превращаются в сильнейшие медиаторы биохимических процессов. Так, обладая высокой биологической активностью, лизофосфолипиды вызывают гемолиз (разрушение) эритроцитов, оказывают литическое (разрушающее) действие на клеточные мембраны, активируют макрофаги и усиливают образование антител на растворимые белки и некоторые другие антигены. В свою очередь, расщепление фосфолипазой A2 фосфатидилхолина приводит к экспозиции его головной группы на клеточной мембране, которая и становится местом связывания CRP с повреждённой (или апоптирующей) клеткой. Связывание CRP с поврежденными клетками обусловливает дальнейшее удаление их остатков.
Согласно наиболее распространенной концепции, данный процесс осуществляется за счёт способности CRP усиливать классический путь активации комплемента на поверхности апоптозных клеток, что облегчает поглощение этих клеток макрофагами, имеющими рецепторы для комплемента CR3 и CR4. Однако, в соответствии с результатами экспериментальных исследований С. П. Харта (Hart S.P., 2005), CRP не участвует в опсонизации на ранних этапах апоптоза нейтрофилов человека, поскольку может связываться только с структурами внутреннего листка клеточной мембраны, которые оказываются на поверхности клетки лишь на поздних стадиях апоптоза. Более того, не было получено подтверждения того, что CRP, связываясь с FcγRIIA, способен оказывать влияние на фагоцитоз апоптозных клеток макрофагами.
Показано, что помимо связывания с фосфатидилхолином, CRP также может связываться с ядерным антигеном, являющимся аутоантигеном; при этом он связывается не с нативной ДНК (голой ДНК), а с малыми ядерными рибонуклеопротеидными частицами (snRNP). Связываясь с ядерными структурами, CRP также активирует комплемент, что и приводит к улучшению опсонизации потенциальных аутоантигенов. Полученные исследователями данные о способности CRP облегчать клиренс продуктов клеточного апоптоза за счет связывания с ядерными антигенами, привели к теории «выведения отходов», заключающейся в том, что, маскируя аутоантигены от иммунной системы, или повышая их выведение, CRP предотвращает развитие или уменьшает аутоиммунных заболеваний.
Имеются данные, что, помимо активации комплемента по классическому пути, CRP, за счёт образования связи с фактором H, являющимся растворимым гликопротеином, циркулирующим в человеческой плазме, способен регулировать активацию комплемента и по альтернативному пути. Фактор Н связывается с гликозаминогликанами, которые, как правило, присутствуют на клетках хозяина, но не на поверхности патогена, поэтому взаимодействие CRP с фактором H осуществляется только локально в местах повреждения, ограничивая тем самым чрезмерную активность комплемента в тканях.
Ещё одним белком, с которым взаимодействует CRP, является М-фиколин (M-ficolin), способный распознавать патогенные микроорганизмы и участвовать в активации комплемента [23]. М-фиколин экспрессируется миелоидными клетками и II типом альвеолярных эпителиальных клеток, а кроме того, как показали недавние исследования, секретируется во внеклеточную среду (плазму крови) моноцитами и макрофагами. В настоящее время показано, что растворимые лектины (в том числе и М-фиколин) моноцитарного происхождения способны преодолевать отсутствие собственного мембранного якоря путём стыковки с трансмембранным рецептором-43 моноцитов, связанным с G-белками (GPCR43). При этом, индукция конформационных изменений в молекуле М-фиколина, которая обеспечивает взаимодействие между C-реактивным белком и комплексом M-фиколин/GPCR43, стимулируется даже лёгким ацидозом в месте повреждения. В результате данного взаимодействия ограничивается производство IL-8, и, тем самым, предотвращается чрезмерная иммунная активация.
У человека большое значение в противовоспалительных процессах играет способность CRP связываться с Fc-рецепторами (CD64) к мономерным иммуноглобулинам изотипа IgG с высокой аффинностью, поскольку только у человека имеется рецептор FcγRI, имеющий высокое сродство к IgG.
Связываясь с FcγR на макрофагах, CRP вызывает выработку не только провоспалительных, но и в большей степени противовоспалительных цитокинов и TGFβ, которые способны подавлять активность клеток Th1 и воспалительных макрофагов.

## В диагностике
При инфекционных заболеваниях костей и суставов у детей С-реактивный белок является хорошим маркером и указывает на наличие бактерий в крови.

## CRP и сердечно-сосудистые заболевания
Отношения между CRP и сердечно-сосудистыми заболеваниями исследуются уже на протяжении многих лет, результаты описаны в целом ряде оригинальных и обзорных исследований.
Наиболее часто выводы о возможности участия CRP в патогенезе атеросклероза и острого инфаркта миокарда базируются на его способности активировать комплемент и фактах обнаружения CRP на липопротеинах низкой плотности, на поврежденных и мертвых клетках. Так, ещё в 1978 году И. Кюшнер (Kushner I and all., 1978) сообщил об ассоциации быстрого синтеза CRP с острым инфарктом миокарда у людей, а в работах Де Бира с коллегами (de Beer and all., 1982) отмечалось, что стабильно повышенная концентрация циркулирующих CRP после инфаркта достоверно коррелировала с плохим прогнозом заболевания. Полученные данные были подтверждены и в больших рандомизированных исследованиях.
Считается, что определение концентрации CRP в плазме позволяет предсказать не только развитие тромбоза артерий, но и постинфарктный прогноз; при этом, повышение уровня CRP является фактором риска как для не фатального, так и для фатального ИМ. Более того, имеются данные о том, что CRP может быть надежным маркером риска рестеноза после чрескожных коронарных вмешательств. Согласно литературным данным, сравнение уровней CRP у больных с нестабильной стенокардией, острым инфарктом миокарда с подъёмом сегмента ST (STEMI) и острым инфарктом миокарда без подъёма сегмента ST (Non-STEMI) показало, что CRP был повышен (> 3 мг/л) у 27,6 % пациентов с нестабильной стенокардией, у 70,9 % в группе STEMI и у 77,9 % в группе Non-STEMI. При этом, у больных с повышенным уровнем CRP острые сердечные приступы возникали в 3 раза чаще, чем у пациентов с CRP < 3 мг л. Сопоставление же роли CRP в развитии ИБС у мужчин с ролью других базовых участников острой фазы воспаления показало, что мужчины, имеющие высокие показатели уровня CRP, имели достоверно больше шансов на развитие ИБС. Важным является то, что повышенный уровень CRP в плазме позволяет прогнозировать риск развития инфаркта миокарда и тромбоэмболического инсульта даже у практически здоровых мужчин, что в определённой степени свидетельствует в пользу гипотезы о важной роли хронического воспаления в патогенезе атеротромбоза. Аналогичные данные получены и у женщин. В пользу особой роли воспаления и CRP в возникновении ИМ свидетельствуют данные анализа результатов 8,5-годичного наблюдения за пациентами, с повышенным уровнем CRP, проведенного во время Хельсинкского исследования (Helsinki Heart Study, 1987), согласно которому, у больных с высоким уровнем антител и высоким уровнем CRP риск развития инфаркт миокарда или коронарной смерти значительно и достоверно увеличивался.
Также определённым подтверждением того, что не степень атеросклеротического поражения коронарных сосудов, а именно высокий уровень CRP играет основную роль в прогнозировании возникновения и возможно формировании ИМ, свидетельствует тот факт, что высокочувствительные методики определения CRP позволяют выявлять риск развития ИМ даже у лиц с низким и умеренным уровнем липидов.